# شاختی
شهر شاختی (به روسی: Шахты) در کشور روسیه و در اوبلاست روستوف واقع شده‌است.